# Diaethria eupepla
Diaethria eupepla är en fjärilsart som beskrevs av Osbert Salvin och Frederick DuCane Godman 1868. Diaethria eupepla ingår i släktet Diaethria och familjen praktfjärilar. Inga underarter finns listade i Catalogue of Life.